# Родий
Родий е химичен елемент, който представлява рядък сребристобял твърд преходен метал от групата на платината. В периодичната система на елементите има номер 45 и химичен символ Rh, като същестува само един негов изотоп, 103Rh. В природата, родият се среща като чист метал или в сплави с други подобни метали, но никога в химични съединения. Той е един от най-редките ценни метали.
Родият е един от благородните метали, устойчиви на корозия и срещащи се в платиновите и никеловите руди. Открит е през 1803 година от Уилям Уоластън именно в такава руда. Името си получава заради розовия цвят на едно от хлорните му съединения, получено след реакция със силно киселинната смес царска вода.
Около 81% от световното производство на родий се използва като катализатор в каталитичните конвертори на автомобилите. Тъй като е много устойчив на корозия и на повечето агресивни химикали, както и заради неговата рядкост, родият обикновено се използва в сплав с платина или паладий за изготвянето на устойчиви на висока температура и корозия покрития. Бялото злато често се покрива с тънък родиев слой, за да се подобри външният му вид.

## История
Първото официално съобщение за откритието на родия е докладвано от английския учен Уилям Уоластън на 24 юни 1804 г. пред Кралското общество и публикувано същата година. Това откритие е предшествано от откритието на паладия също от него. За откритието на родия Уоластон използва сурова, необработена платинова руда, която се разтваря в царска вода и впоследствие неутрализира с натриева основа. Получила се платина, утаена с амониев хлорид в амониев хлороплатинат. Отстранил останалите метални примеси от мед, олово и паладий и получил розово-червена утайка, на която действал с цинк, за да измести родия от йонното съединение. Така за пръв път е получен родий като свободен метал. Впечатлен от розово-червената утайка, Уоластън нарекъл новия елемент „родиум“, от гъцкото „родон“, означаващо роза и знак Rh.

## Физични свойства
Родият е сребристосив твърд метал с висока светлоотразителна способност, отстъпвайки само на среброто, но за разлика от него не потъмнява с времето. Температурата му на топене е 1964°С, а на кипене е 3695°С. Родият кристализира в стеноцентрична кубична решетка с относително тегло 12,4 g/sm3 при 20°С и е парамагнитен.

### Изотопи
В природата родият се среща със своя единствен стабилен изотоп, родий-103, синтезиран в звездите чрез s- и r-процес. Изкуствено синтезирани са 33 радиоактивни изотопа с 21 изомера. Те имат период на полуразпад от години до части от секундата. 

## Химични свойства
Родият е химичен елемент, преходен метал и член на 9-а (платиновата) група.
В електронния строеж на атома на родия са запълнени K-, L- и M-подобвивки и следват 4s24p64d85s1, като се прибавя електрон към 4d-подобвивката. Проявяват се 0, +1, +2, +3 (най-стабилна), +4, +5 и +6 степени на окисление. При обикновени условия металът е инертен към всякакво въздействие. Раздробеният родий се окислява бавно над 600°С и образува Rh2O3, като най-висока скорост на реакцията е възможна при 800°С. При нагряване родият реагира бавно със сярна киселина, разтвор на натриев хипохлорид и бромоводород. Най-високата степен на окисление +6 проявява в хексафлуорида RhF6, който се получава при изгаряне на родий във флуор, но съединението е нестабилно.
В органичните съединения родият проявява различна степен на окисление, но комплексите с родий +1 и +3 са с най-голямо значение. Химичните свойства на родиевите органични съединения са много подобни на кобалтовите органични съединения, като се засилва възможността за образуване на прости или кратни връзки метал-метал. Изходна суровина за получаване на родиеви органични съединения е RhCl3.

## Наличие в природата
Съдържанието на родия в земната кора е около 2.10-8%, с което е на 79-то място по разпространеност. Образува твърди разтвори с другите платинови метали. Среща се като примес в серните, арсеновите и антимоновите съединения на платиновите метали, съпътстващи медно-никеловите сулфидни руди.

## Приложение
Родият има разнообразни промишлени приложения. Може да бъде използван за направата на платинови сплави, съдържащи 7, 10, 30 или повече процента родий; за тигли при топенето на стъкло и монокристали; технически огледала, прожектори и др. огледални покрития.
Комплексните родиеви съединения се използват като катализатори при карбонилиране и хидриране, както и за направата на оптически активни аминокиселини, където биват използвани карбонилни и фосфинови родиеви комплекси.

## Биологични ефекти
Родият е изключително инертен, поради което не е вреден за човешкото здраве, но неговите съединения са вредни и понякога отровни. Родият няма биологична роля за живите организми.